# Van Hool A330
Le Van Hool A330 est un bus à plancher bas de 12 mètres de long fabriqué par le constructeur automobile belge Van Hool. Il sera remplacé sur les chaînes de montage par le Van Hool NewA330.

## Historique
Après avoir produit les Van Hool A500 et A600, dérivés du prototype Van Hool A280, le constructeur belge mit au point le premier prototype des Van Hool A300 en 1991. Ce modèle allait jeter les bases de tous les autres autobus urbains créés par Van Hool jusque dans les années 2000.
L'A300 se distingue de ces prédécesseurs par une nouvelle carrosserie, plus rectangulaire, et un plancher plus bas obtenu en disposant le compartiment moteur au-dessus du niveau du plancher. Il est par conséquent plus aisé d'embarquer que sur un autobus de la génération précédente.
Dès le début des années 1990, ce premier modèle de la nouvelle génération commença à se vendre en Belgique et à l'exportation, ainsi qu'une version midibus (le A308) et une version articulée (AG300 ou AGG30).
En 1994, Van Hool créa sur la base de ce châssis une version au moteur installé horizontalement à l'arrière : le Van Hool A360.
Dans la foulée, les prototypes des A320 et A330 seront produits en 1997.
Par rapport à l'A360, qui avait un plancher surélevé au-dessus du moteur, nécessitant un escalier pour atteindre la partie arrière, les A320 et A330 avaient un plancher plat. Ces trois versions, à moteur arrière, supprimaient l'encombrement du milieu de la salle par le compartiment moteur.
Le Van Hool A320 possédait, comme l'A360, un moteur installé horizontalement, d'où un léger surhaussement du plancher à l'arrière ; les A320 à trois portes nécessitaient donc une marche d'accès et la banquette arrière reposait sur le moteur. Le Van Hool A330 avait, lui, un moteur vertical, installé à gauche, ce qui permettait un véritable plancher plat y compris sur les versions à trois portes.
L'A330 sera produit en série de 1999 à 2002.
À partir de 2002, le Van Hool NewA330 remplaça les A330 sur les chaînes de montage.

## Les différentes versions

### Version diesel
La version diesel du Van Hool A330 a été équipée d'un moteur Man D0836 LOH02 et d'une boîte de vitesse zf 5hp502 mais il existe des versions Voith. Son moteur développe 280 chevaux ce qui lui permet d'être très efficace en Kickdown

## Caractéristiques

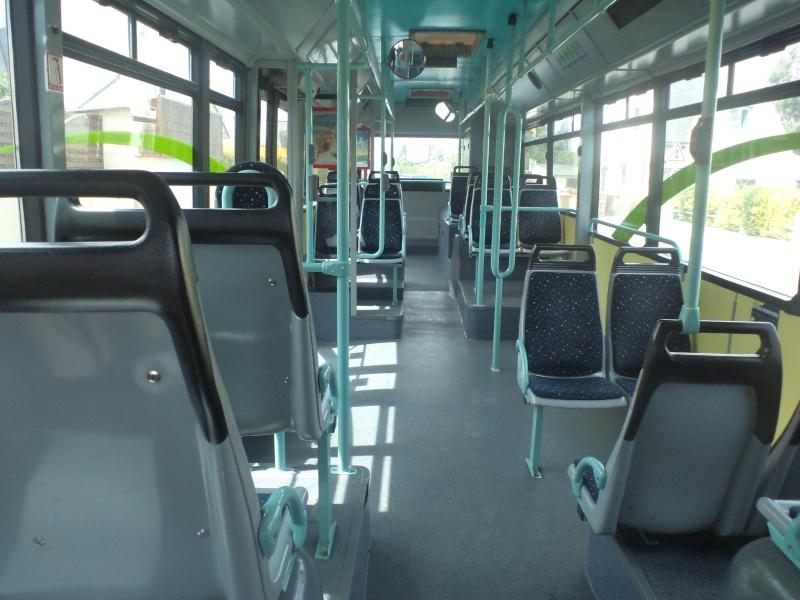
Vue intérieur

Les Van Hool A330 possèdent un moteur longitudinal disposé en arrière du deuxième essieu. Le compartiment moteur est vertical et occupe toute la hauteur.

Généralement livrés en version trois portes, avec une porte centrale disposée entre deux petites fenêtres, ces autobus peuvent transporter jusqu’à 90 passagers (la plupart debout). Certains exemplaires livrés en France et en Suisse possèdent des seuils de fenêtre plus hauts en arrière de la porte centrale.

## Utilisateurs

### Belgique

#### TEC

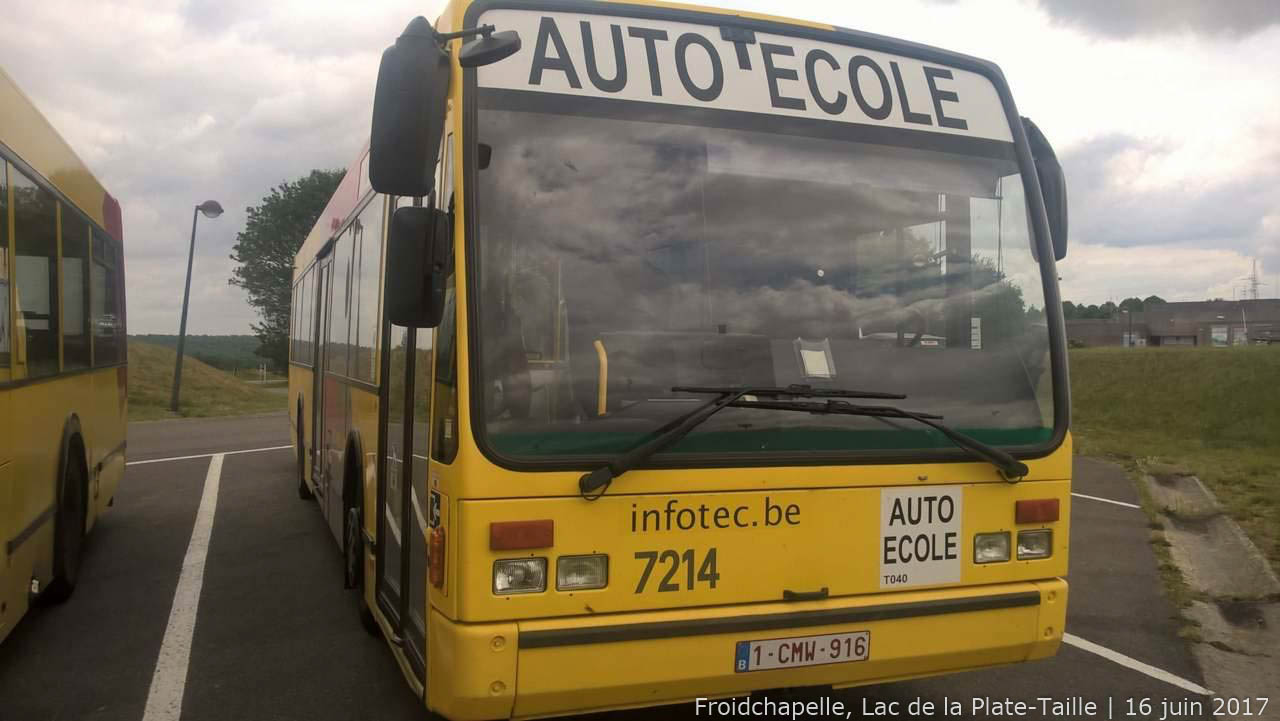
Le 7214 de TEC Charleroi (ex Namur-Luxembourg).

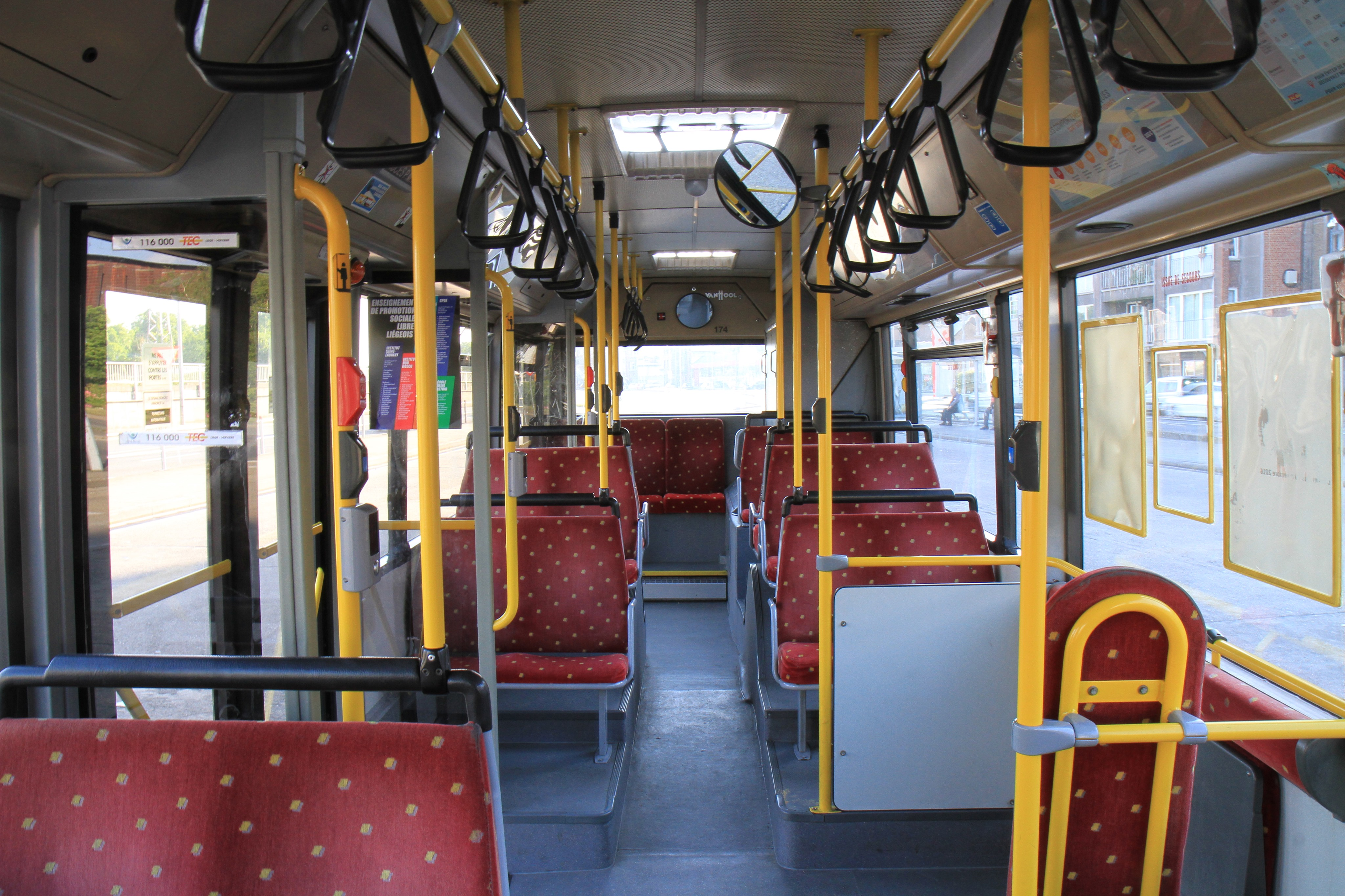
Intérieur d'un A330 TEC.

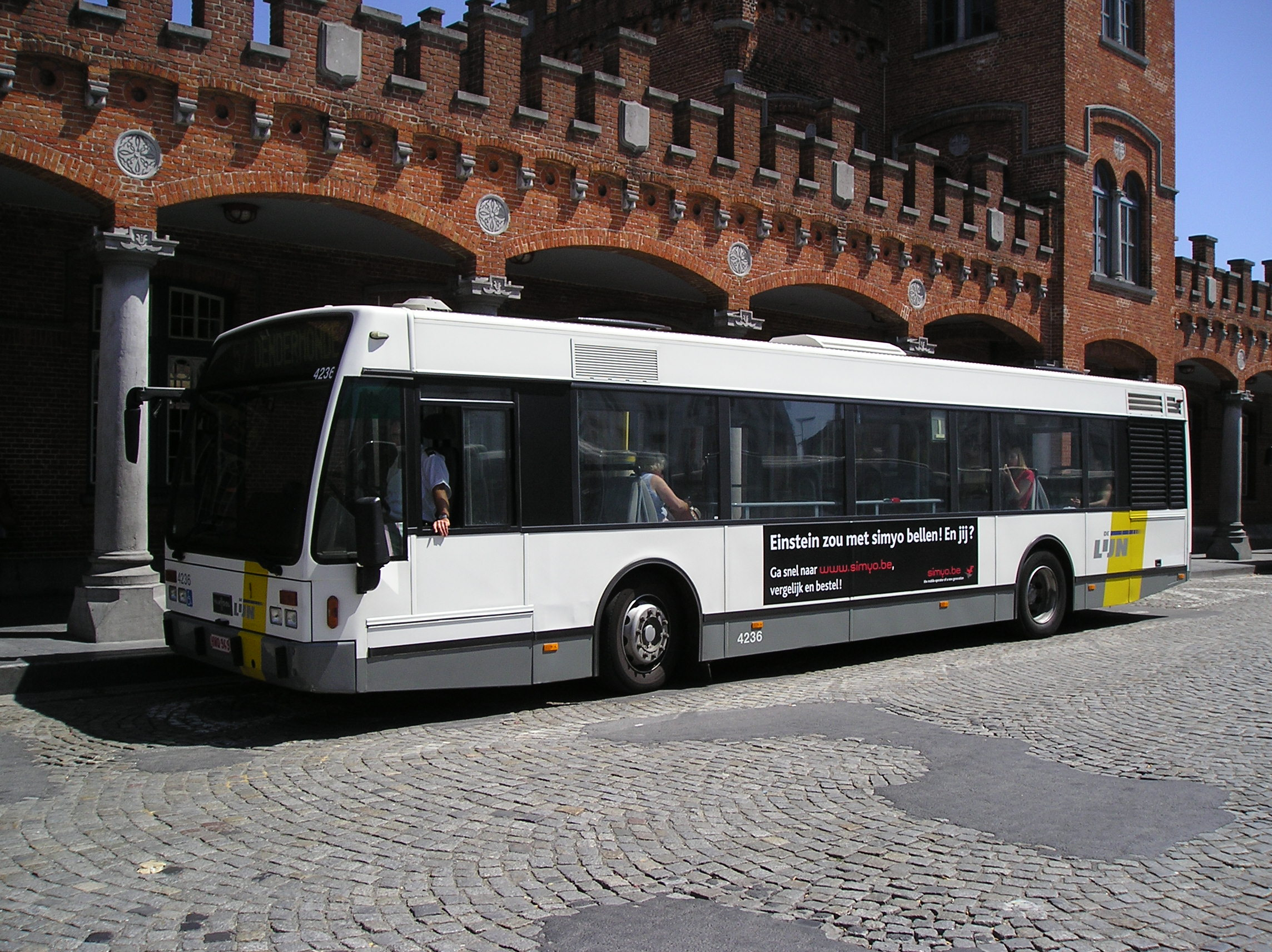
Le 4236 devant la gare d'Alost.

TEC Liège-Verviers commanda 66 exemplaires livrés de 2001 à 2002 et numérotés 5146 à 5211 ; ils succèdent à une série de 107 Van Hool A320 livrés en 1999 et 2000.
- en 2004, un 67ème A330 fut livré, en remplacement d'un Van Hool A600 détruit par le feu ; cet exemplaire, numéroté 5212[4], se distingue par l'emplacement de la porte centrale, plus en arrière, ce qui lui donne un aspect proche des A320 de TEC (côté droit). Il s'agit du dernier A330 reçu par un opérateur belge.
- ces autobus étaient surtout prévus pour les lignes urbaines (desserte de Liège et Verviers)
- début 2020, 61 d'entre eux seraient toujours en service ; la mise hors-service de cette série a débuté en 2019.

TEC Hainaut passa commande de 42 A330 livrés en 2001 et 2002 et numérotés 3801 à 3842. Ils permirent de remplacer les derniers Van Hool A120 de cette région.
- les 3834 et 3841 furent détruits par des incendies
- en 2012, les 3814-3815 et 3817-3818 furent mutés sur le TEC Charleroi et immatriculés 7270 à 7273
- un exemplaire fut radié en 2014 ; les 35 autobus restants sont toujours en service début 2020

TEC Namur-Luxembourg commanda la même année 17 exemplaires (4300-4316) livrés en 2002.
- les 4300 à 4304 possèdent trois portes, comme ceux des autres régions ; ils sont utilisés dans les rues de Namur
- les 4305 à 4316, à châssis court (A330K)[réf. nécessaire], n'ont que deux portes et sont utilisés autour d'Andenne
- en 2011, les 4313 à 4316 ont été mutés à Charleroi
- les 13 exemplaires restants seraient toujours en service début 2020[réf. souhaitée] ; ils possèdent toujours leurs films papier d'origine.

TEC Charleroi possède plusieurs séries d'A330 :
- 16 autobus à deux portes livrés en 2003 identiques à ceux de la région Namur-Luxembourg[réf. nécessaire], numérotés 7251 à 7266[7]
- les 7213 à 7215 sont trois anciens A330 de la région Namur-Luxembourg arrivés en 2012 et immédiatement réservés à l'écolage des conducteurs[8]
- le 7269 provient également du TEC Namur-Luxembourg ; il a été affecté au service ordinaire et doté d'un film électronique[9]
- les 7270 à 7273 sont quatre A330 à trois portes originaires du Hainaut[10]

#### De Lijn
De Lijn a possédé deux séries, livrées en 2002. Il s'agit de Van Hool A330K à trois portes sur châssis légèrement raccourci, qui se caractérisent par l'omission de la petite fenêtre en avant de la porte centrale. Ils sont prévus pour les dessertes urbaines et péri-urbaines.
- les 33 bus numérotés 4094 à 4126 roulent dans la région d'Anvers ; plusieurs ont été mis hors-service en 2018 et 2019[11].
- les 19 numérotés 4225 à 4243 sont utilisés autour d'Alost ; leur mise à la retraite a commencé en 2017[12].

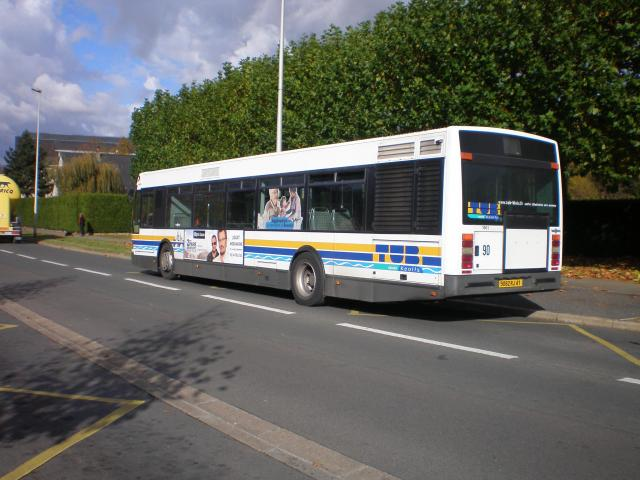
Vue arrière d'un A330 des Transports urbains blaisois (TUB).

### France

#### Dijon
Divia en possède 20 exemplaires (numérotés de 3201 à 3221) ce qui en fait le plus gros détenteur de France. Ils ont été mis en service sur le réseau de 2000 à 2001 et sont exploités pour 2 par Transdev Pays d'Or, pour 3 par Keolis Bourgogne et pour le reste par Keolis Dijon.